# سازمان جهانی گمرک

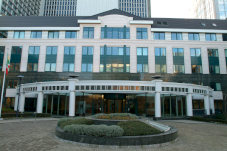
ستاد مرکزی سازمان جهانی گمرک در بروکسل

سازمان جهانی گمرک (به انگلیسی: World Customs Organization (WCO)) یک سازمان بین دولتی، که مقر اصلی آن در بروکسل بلژیک است. این سازمان برای گسترهٔ کارهایش که، توسعهٔ قراردادهای بین‌المللی، اندازه‌گیری و ابزارهایی برای موضوعاتی چون رده‌بندی (طبقه‌بندی) کالاها، ارزش گذاری (ارزیابی)، قواعد مبدأ، گردآوری عواید گمرکی، امنیت زنجیره تأمین، تسهیلات گمرکی بین‌المللی، فعالیت‌های تنفیذ گمرکی، مبارزه با جعل در حمایت از حق مالکیت معنوی، ارتقاء یکپارچه سازی و ایجاد ظرفیت‌سازی‌های ممکن برای کمک به اصلاحات و امروزی سازی (مدرنیزاسیون) گمرک را در بر می‌گیرد، مورد توجه است. سازمان جهانی گمرک سامانه هماهنگ‌شده شماره‌گذاری کالا (HS) را پشتیبانی می‌کند و مدیریت جنبه فنی سازمان تجارت جهانی (WTO)، توافقنامه ارزشگذاری گمرکی و قواعد مبدأ را بر عهده دارد.